# William B. Hazen
William Babcock Hazen (West Hartford, 27 settembre 1830 – Washington, 16 gennaio 1887) è stato un generale statunitense fu un ufficiale di carriera dell'esercito degli Stati Uniti che prestò servizio durante la guerra contro gli indiani, e un generale dell'Unione durante la Guerra civile americana.
Si è distinto, in particolar modo, durante la battaglia di Stones River, a Murfreesboro (Tennessee) il 31 dicembre 1862.